# غرانت أندرسون
غرانت أندرسون (بالإنجليزية: Grant Anderson)‏ (20 أغسطس 1986 باسكتلندا في المملكة المتحدة - ) هو لاعب كرة قدم بريطاني في مركز جناح ‏. لعب مع ريث روفرز وهاميلتون أكاديميكال ونادي ستنهاوسموير وKirkintilloch Rob Roy F.C. ‏.

## وصلات خارجية
- غرانت أندرسون على موقع قاعدة بيانات كرة القدم.إي يو (الإنجليزية)
- غرانت أندرسون على موقع Soccerbase.com (لاعب) (الإنجليزية)